# Faustina Kowalska
Faustina Kowalska, född 25 augusti 1905 i Głogowiec i närheten av Łódź, Polen, död 5 oktober 1938 i Kraków, Polen, var en polsk nunna och mystiker. Romersk-katolska kyrkan vördar henne som helgon och hennes helgondag infaller den 5 oktober.
Sankta Faustina förknippas med devisen Jesus, jag förtröstar på Dig.

## Biografi
Faustina Kowalska föddes i en fattig familj och var det tredje av tio barn. Hon döptes med namnet Helena. Redan som barn utmärkte hon sig för sin fromhet och sin omsorg om de fattiga. Efter tre års skolgång började hon arbeta och flyttade hemifrån. Hon hade dock sedan länge haft religiösa upplevelser, och därför inträdde hon i Systrarna av Vår Frus barmhärtighetsorden 1925, varvid hon antog namnet syster Maria Faustina.
De närmaste årtiondena levde hon som nunna, och ingen märkte vad som skedde i hennes inre. Hennes största omsorg gällde dem som hamnat snett i livet eller avfallit från Kyrkan. Det som i synnerhet utmärkte henne och som hon blivit mest berömd för är inställningen till Kyrkan, sakramenten, Jungfru Maria och Jesus. Hon ägde en omtalad förtröstan och sade själv att hon helst önskade personifiera Jesu barmhärtiga hjärta.
Efter att en lång tid ha lidit av tuberkulos avled Faustina endast 33 år gammal. Under sitt liv som nunna förde hon dagbok, och denna har givits ut på mer än tio språk. År 1995 producerades en polsk film om hennes liv, Faustina.
När påven Johannes Paulus II kanoniserade Faustina kallade han henne "Polens gåva till Kyrkan" och instiftade med anledning av hennes gärning och upphöjelse festen Den gudomliga barmhärtighetens söndag, som infaller söndagen efter påsk.